# Trelleborg (Slagelse)
Trelleborg (o Trælleborg), al oeste de Slagelse, en la isla danesa de Selandia, es una de las siete fortalezas vikingas existentes.

## Descripción
Cuando se construyó, la fortificación estaba situada en una península que sobresalía en medio de una zona pantanosa, ubicada entre dos ríos. El pantano estaba conectado al Gran Belt por un lago y permitía la navegación de barcos vikingos. Se cree que Trelleborg fue mandada construir por el rey Harald Blåtand en el año 980, como emplazamiento defensivo estratégico del estrecho que separa las islas de Selandia y Fionia.
Trelleborg es la mejor conservada de las siete fortalezas vikingas en forma de anillo. Comenzó a excavarse de 1934 hasta 1942. Desde 1995, el Museo de Trelleborg presenta la historia de esta fortaleza en particular y de la zona aledaña. Algunos de los objetos hallados en las excavaciones arqueológicas se exponen en el museo, mientras que otros se exhiben en el Museo Nacional de Dinamarca de Copenhague.
Junto con otras cuatro fortalezas vikingas en forma de anillo de Dinamarca, Trelleborg fue inscrita en la Lista del Patrimonio Mundial de la UNESCO en 2023 por su arquitectura única y su testimonio del poder estratégico y militar de la Casa de Knýtlinga (dinastía Jelling).